# Kodex abatyše Uty

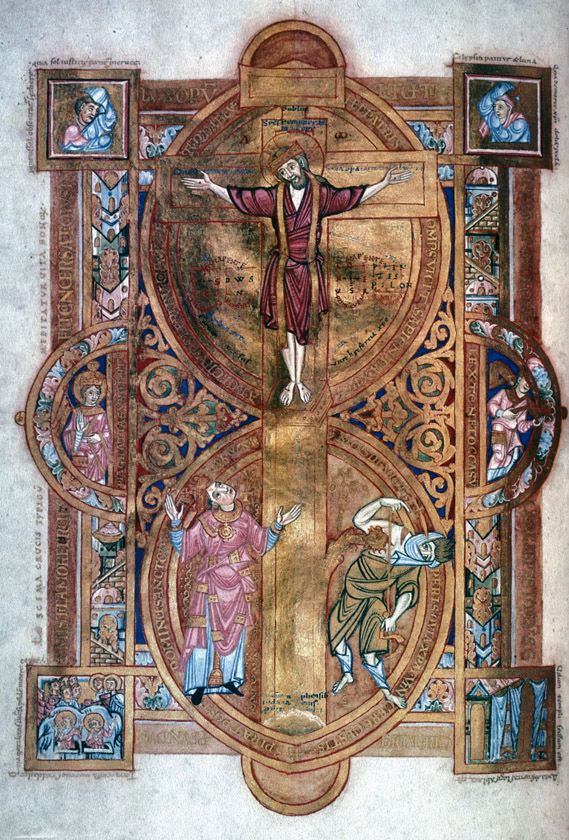
Ukřižovaný Kristus v kněžském oděvu se štólou, mezi alegorickými postavami Života, Smrti, Synagogy a Ecclesie

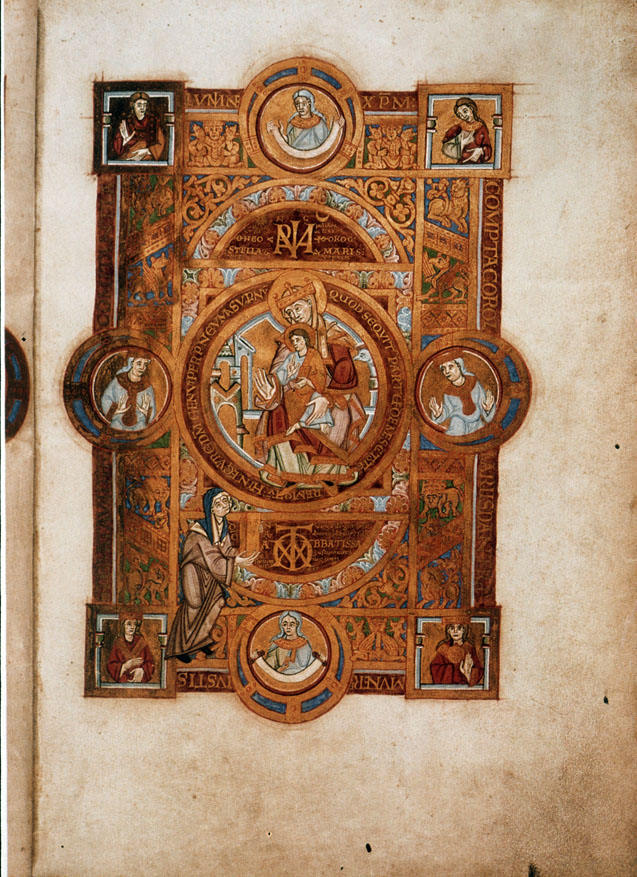
Abatyše Uta předkládá svůj Kodex Panně Marii s dítětem, asistují alegorické postavy křesťanských ctností

Kodex abatyše Uty, také Uta-Codex (Bavorská státní knihovna Mnichov, sign. Clm 13601), je jihoněmecký raně středověký iluminovaný rukopis otonského období, napsaný a iluminovaný kolem roku 1020–1025 ve skriptoriu kláštera Řezně na objednávku Uty, abatyše kláštera benediktinek Niedermünster v Řezně. Po zrušení kláštera a jeho knihovny v roce 1811 byl převeden do Bavorské státní knihovny v Mnichově, v níž je dosud.

## Obsah
Jde o evangelistář, mešní knihu čtyř evangelií, psanou latinsky na 119 pergamenových listech (fóliích) o formátu 38 x 27 cm. Její výzdoba se skládá z osmi celostránkových malovaných miniatur se zlacenými detaily a nápisy. Na začátku kodexu jsou čtyři miniatury: Žehnající Boží ruka mezi alegorickými postavami křesťanských ctností (fol. 1v), Abatyše Uta předkládá svůj kodex trůnící madoně s dítětem (fol. 2r), folia 2v a 3r jsou prázdná, na foliu 3v je zobrazen Kristus na kříži v oděvu kněze se štolou mezi alegorickými postavami Života, Smrti, staré církve (Synagóga) a nové církve (Ecclesia), na foliu 4r je vyobrazen svatý Erhard z Řezna patron Niedermünsteru, jako stojící kněz orant s jáhnem během bohoslužby. Čtyři další miniatury představují evangelisty. Perikopy nejsou uspořádány podle svátků církevního roku, ale jsou řazeny vždy společně s příslušným evangeliem.
Vazba kodexu z bílé kůže na dřevěných deskách je moderní, doplněná při restaurování roku 1962. Rukopis je vložen do zlatnicky zdobeného pouzdra, pravděpodobně původního, s aplikou zlatého reliéfu Krista Spasitele (Pantokratora) na desce, s pozdějšími opravami ze 12. a 13. století, s drahokamy doplněnými až v 18. století. 
S abatyší Utou souvisí také kniha řádových pravidel Niedermünsteru z doby kolem roku 990, uložená ve Státní knihovně v Bamberku (sign. Mscl142).